# Vojnić
 Vojnić  falu és község Horvátországban, Károlyváros megyében. Közigazgatásilag Brdo Utinjsko, Bukovica Utinjska, Donja Brusovača, Dunjak, Džaperovac, Gačeša Selo, Gejkovac, Gornja Brusovača, Jagrovac, Johovo, Jurga, Kartalije, Kestenovac, Klokoč, Klupica, Ključar, Knežević Kosa, Kokirevo, Kolarić, Krivaja Vojnićka, Krstinja, Kupljensko, Kusaja, Lipovac Krstinjski, Lisine, Loskunja, Malešević Selo, Mandić Selo, Međeđak Utinjski, Miholjsko, Mracelj, Mračaj Krstinjski, Petrova Poljana, Podsedlo, Prisjeka, Radmanovac, Radonja, Rajić Brdo, Selakova Poljana, Svinica Krstinjska, Široka Rijeka, Štakorovica, Utinja Vrelo, Vojišnica és Živković Kosa települések tartoznak hozzá.

## Fekvése
Károlyvárostól 22 km-re délkeletre a Kordun területén, a Petrova gora (Péter-hegy) nyugati lábánál fekszik.

## Története
A régészeti leletek tanúsága szerint ezen a vidéken már a késő bronzkorban is éltek emberek. Ezt bizonyítják a Lisine területén előkerült leletek, melyek az i. e. 11. században virágzott balaton-lasinjai kultúrához tartoznak. Ezt követően a Kulpától Petrova Goráig terjedő területen íllír törzsek laktak. A római hódítással új korszak kezdődött e térség életében. Itt haladt át a Sisciát (Sziszek) Senjával (Zengg) összekötő „via vita”, az élet útja. A mai napig is találnak római kori leleteket Klokoč, Krstinja és Petrova Gora területén. A római uralmat a gótok és a longobardok rövid uralma követte, majd a 6. századtól nagy tömegben szlávok és avarok költöztek be ide, akik létrehozták nagyobb településeiket. A 9. század elején a terület frank fennhatóság alá került. Ekkor történt a horvátok tömeges megkeresztelkedése, a horvát történelem egyik legjelentősebb eseménye. A 11. század végén a horvát területek a Magyar Királyság uralma alá kerültek. A hagyomány szerint 1097-ben a Petrova Gorán veszítette életét a Könyves Kálmánnal vívott harcban Svačić Péter az utolsó megválasztott horvát király, akinek jelképes sírja is itt található. Sokkal valószínűbb azonban, hogy a hegyet eredetileg nem róla, hanem egy Szent Péter tiszteletére itt épített pálos kolostorról nevezték el. A mai Vojnić község területéhez tartozott a középkorban kolarići nemesi közösség területe is, melynek lakói valamennyien szabad nemesek voltak. Szabadságjogaikat még a 13. században IV. Bélától kapták.
A török korban a sorozatos támadások hatására a vidék lakossága elmenekült. A 17. század végétől az elmenekült horvátok helyére a hódoltsági területekről nagy számú szerb érkezett. Az 1768-as népesség összeírás szerint a község területének legnagyobb része a katonai határőrvidék részeként a szluini határőrezred parancsnoksága alá tartozott, más részei (Bukovica, Mandić Selo, Gačeša Selo, Podsedlo, Brdo és Kartalija Selo) a Draskovich család birtokai voltak. 1784-ben azonban ezeket is hozzácsatolták a katonai területhez. Vojnićon pravoszláv templom, iskola és közösségi magtár épült. 1835-ben Vojnićnak 32 háza és 333 lakosa, 1857-ben 336, 1910-ben 511 lakosa volt.
1881-ben a közigazgatás átszervezésével Vojnić Modrus-Fiume vármegye  egyik járási székhelye lett. A 19. század végén a politikai és gazdasági helyzet hatására megindult a népesség kivándorlása, főként a tengerentúlra. A kivándorlás egészen az első világháború kitöréséig tartott. A háború során sokan estek el az osztrák-magyar hadsereg szolgálatában. A második világháborúban Petrova Gora az ellenállás egyik legfontosabb bázisa volt. A hegyen partizán kórház, nyomda, szerelőműhely, kovácsműhely, gyógyszertár és péküzem is működött. A független horvát  állam megalakulását követően sok szerbet meggyilkoltak. Vojnićot 1942 januárjában elfoglalták a partizánok. 1942. április 17-én a bevonuló horvátok a pravoszláv templomot az oda bezárt 64 lakossal együtt gyújtották fel. A település lakói közül 351-en pusztultak el a jasenovaci haláltáborban. A háború után 1946-ban megkezdődött az újjáépítés, mely során 103 új lakóház, kultúrház, templom, közösségi ház, óvoda, posta, strand, egészségház, piac épült. A honvédő háború során Vojnić a szerb krajina része volt és az állandó harcok miatt fejlődése megakadt. A horvát hadsereg támadása során 1995-ben szerb lakosságának legnagyobb része elmenekült, de később többen visszatértek. A menekültek helyére főként bosznia-hercegovinai horvátok települtek. 2001-ben lakosságának (mely 1991-ben még közel 90 százalékban szerb) már háromnegyed része horvát volt. 2011-ben a falunak 1213,  a községnek összesen 4503  lakosa volt.

## Lakosság
| Lakosság változása | Lakosság változása | Lakosság változása | Lakosság változása | Lakosság változása | Lakosság változása | Lakosság változása | Lakosság változása | Lakosság változása | Lakosság változása | Lakosság változása | Lakosság változása | Lakosság változása | Lakosság változása | Lakosság változása | Lakosság változása |
| ------------------ | ------------------ | ------------------ | ------------------ | ------------------ | ------------------ | ------------------ | ------------------ | ------------------ | ------------------ | ------------------ | ------------------ | ------------------ | ------------------ | ------------------ | ------------------ |
| 1857               | 1869               | 1880               | 1890               | 1900               | 1910               | 1921               | 1931               | 1948               | 1953               | 1961               | 1971               | 1981               | 1991               | 2001               | 2011               |
| 336                | 355                | 337                | 406                | 476                | 511                | 509                | 441                | 488                | 732                | 743                | 981                | 1120               | 1204               | 1156               | 1213               |

## Nevezetességei
Páduai Szent Antal tiszteletére szentelt római katolikus temploma. 2011. október 15-én szentelte fel Vlado Košić sziszeki püspök.